# Veça vermella
La veça vermella, veça de ramelles o matagat (Vicia benghalensis L.) és una veça que viu a erms, prats i voreres de camins de la conca mediterrània, penjada d'altres plantes o de pedres. Els seus fruits eren ocasionalment menjats, torrats o bé bullits. Es pot trobar a les illes Balears i a les províncies de Girona, Barcelona, Tarragona, Castelló, València i Alacant. Aquesta planta té fulles compostes, fins a deu parells de folíols. La planta està coberta de pèls, sobretot a la part superior. Forma unes inflorescències unilaterals, amb flors que s'obren totes al mateix temps; es tracta de flors de color rosat o vermellós amb l'àpex molt fosc i la base pàl·lida totes cobertes de pèls. La forma de les flors i la inflorescència permet diferenciar-la d'altres espècies de Vicia. Floreix de març a juny.